# Jake Elliott
Jake Elliott (Western Springs, Illinois, 21 de enero de 1995) es un jugador profesional estadounidense de fútbol americano que se desempeña en la posición de placekicker en Philadelphia Eagles, equipo de la National Football League (NFL).

## Carrera
Fue seleccionado en la quinta ronda en la Reunión Anual de Selección de Jugadores de la NFL de 2017. Hizo su debut profesional con el equipo Philadelphia Eagles, donde lleva jugando siete temporadas.